# Barlin
Barlin est une commune française située dans le département du Pas-de-Calais en région Hauts-de-France. Ses habitants sont appelés les Barlinois. La commune est membre de la communauté d'agglomération de Béthune-Bruay, Artois-Lys Romane.
La commune de Barlin (nom officiel depuis 1801), située dans le sud-est du département du Pas-de-Calais, à 8 km, à vol d'oiseau, au sud de Béthune, est une commune du bassin minier du Nord-Pas-de-Calais. C'est une commune de type ceinture urbaine, appartenant à l'unité urbaine de Béthune, avec une population de 7 330 habitants au dernier recensement de 2022, elle a connu un pic de population en 1931 avec 10 410 habitants.
L'histoire de la commune est étroitement liée à l'exploitation du charbon de 1888 à 1967 avec la fosse no 7 - 7 bis des mines de Nœux. Depuis 2012, la valeur universelle et historique du bassin minier du Nord-Pas-de-Calais est reconnue et inscrite sur la liste du patrimoine mondial de l’UNESCO, parmi les 353 sites du bassin minier inscrits au patrimoine mondial de l’UNESCO, deux sites se trouvent dans la commune.
Un monument de la commune fait l’objet d’une inscription au titre des monuments historiques : la fosse no 7 - 7 bis des mines de Nœux.
À la suite de la Première Guerre mondiale, la commune est décorée de la croix de guerre 1914-1918.

## Géographie

### Localisation
Localisée dans le sud-est du département du Pas-de-Calais, Barlin est une commune du bassin minier du Nord-Pas-de-Calais limitrophe de Nœux-les-Mines et située, à vol d'oiseau,  à 8 km au sud de Béthune (chef-lieu d'arrondissement), et à 32 km de la frontière entre la Belgique et la France.
Le territoire de la commune est limitrophe de ceux de six communes.
Les communes limitrophes sont Houchin, Fresnicourt-le-Dolmen, Maisnil-lès-Ruitz, Nœux-les-Mines, Ruitz et Hersin-Coupigny.

### Géologie et relief
La superficie de la commune est de 6,18 km2 ; l'altitude varie entre 51  à   131 mètres.

### Hydrographie

#### Réseau hydrographique
Le territoire de la commune est situé dans le bassin Artois-Picardie. Elle est drainée par le fossé de Barlin, le fossé du Prêtre et le Barlin,,.

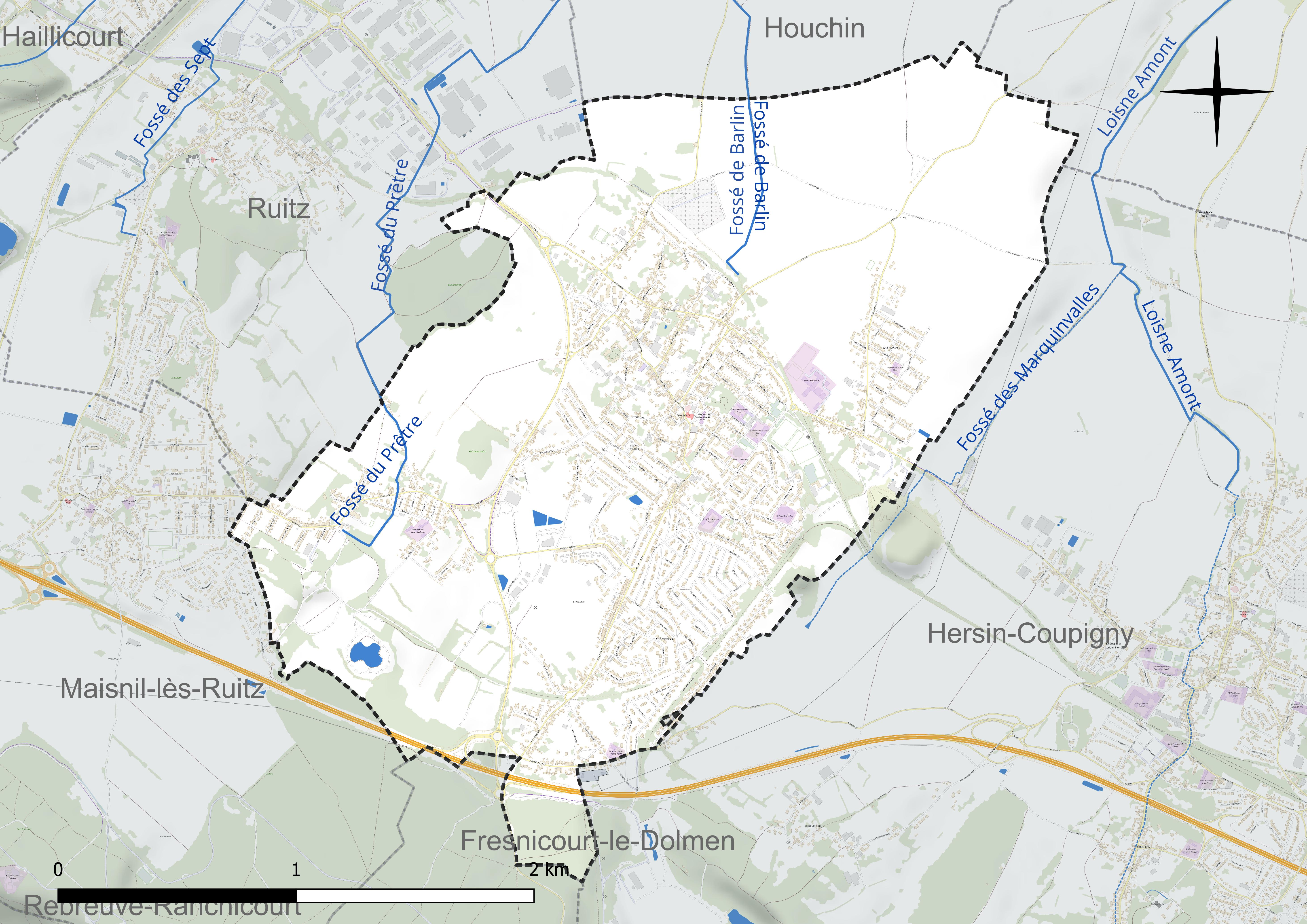
Réseau hydrographique de Barlin.

#### Gestion et qualité des eaux
Le territoire communal est couvert par le schéma d'aménagement et de gestion des eaux (SAGE) « Lys ». Ce document de planification concerne un territoire de 1 835 km2 de superficie, délimité par le bassin versant de la Lys. Le périmètre a été arrêté le 29 mai 1995 et le SAGE proprement dit a été approuvé le 6 août 2010, puis révisé le 20 septembre 2019. La structure porteuse de l'élaboration et de la mise en œuvre est le syndicat mixte pour l'élaboration du SAGE de la Lys (SYMSAGEL).
La qualité des cours d'eau peut être consultée sur un site dédié géré par les agences de l'eau et l'Agence française pour la biodiversité.

### Climat
Pour des articles plus généraux, voir Climat des Hauts-de-France et Climat du Pas-de-Calais.
En 2010, le climat de la commune est de type climat océanique altéré, selon une étude du CNRS s'appuyant sur une série de données couvrant la période 1971-2000. En 2020, Météo-France publie une typologie des climats de la France métropolitaine dans laquelle la commune est exposée à un climat océanique et est dans la région climatique Côtes de la Manche orientale, caractérisée par un faible ensoleillement (1 550 h/an) ; forte humidité de l'air (plus de 20 h/jour avec humidité relative > 80 % en hiver), vents forts fréquents.
Pour la période 1971-2000, la température annuelle moyenne est de 10,3 °C, avec une amplitude thermique annuelle de 13,6 °C. Le cumul annuel moyen de précipitations est de 945 mm, avec 12,7 jours de précipitations en janvier et 8,9 jours en juillet. Pour la période 1991-2020, la température moyenne annuelle observée sur la station météorologique la plus proche, située sur la commune de Lillers à 15 km à vol d'oiseau, est de 11,1 °C et le cumul annuel moyen de précipitations est de 731,5 mm,. Pour l'avenir, les paramètres climatiques de la commune estimés pour 2050 selon différents scénarios d'émission de gaz à effet de serre sont consultables sur un site dédié publié par Météo-France en novembre 2022.

### Milieux naturels et biodiversité

#### Zone naturelle d'intérêt écologique, faunistique et floristique
L'inventaire des zones naturelles d'intérêt écologique, faunistique et floristique (ZNIEFF) a pour objectif de réaliser une couverture des zones les plus intéressantes sur le plan écologique, essentiellement dans la perspective d'améliorer la connaissance du patrimoine naturel national et de fournir aux différents décideurs un outil d'aide à la prise en compte de l'environnement dans l'aménagement du territoire.
Le territoire communal comprend une ZNIEFF de type 1 : le coteau et la forêt domaniale d'Olhain, d'une superficie de 614 ha et d'une altitude variant de 103  à   180 mètres. Cette ZNIEFF est située au niveau de la première ligne de crête de la partie nord des collines de l'Artois.

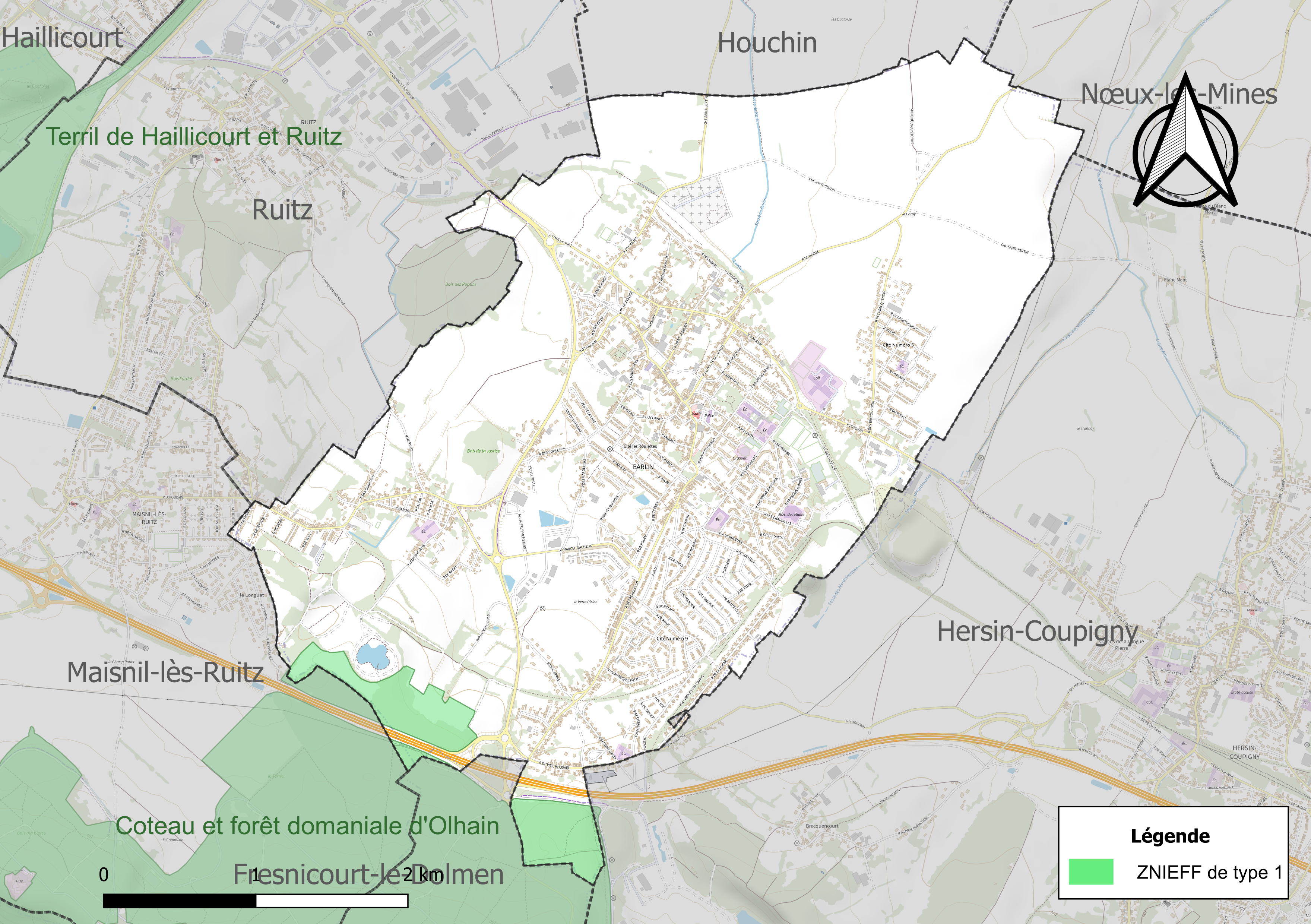
Carte de la ZNIEFF sur la commune.

#### Espèces faunistiques et floristiques
L’Inventaire national du patrimoine naturel (INPN) recense plusieurs espèces faunistiques et floristiques sur le territoire de la commune dont certaines sont protégées et d’autres menacées et quasi-menacées.

## Urbanisme

### Typologie
Au 1er janvier 2024, Barlin est catégorisée ceinture urbaine, selon la nouvelle grille communale de densité à sept niveaux définie par l'Insee en 2022.
Elle appartient à l'unité urbaine de Béthune, une agglomération inter-départementale regroupant 94  communes, dont elle est une commune de la banlieue,,. Par ailleurs la commune fait partie de l'aire d'attraction de Nœux-les-Mines, dont elle est une commune du pôle principal,. Cette aire, qui regroupe 8 communes, est catégorisée dans les aires de moins de 50 000 habitants,.

### Occupation des sols
L'occupation des sols de la commune, telle qu'elle ressort de la base de données européenne d'occupation biophysique des sols Corine Land Cover (CLC), est marquée par l'importance des territoires artificialisés (48,4 % en 2018), en augmentation par rapport à 1990 (42,2 %). La répartition détaillée en 2018 est la suivante : 
terres arables (48,3 %), zones urbanisées (44,4 %), espaces verts artificialisés, non agricoles (4 %), forêts (3,3 %). L'évolution de l'occupation des sols de la commune et de ses infrastructures peut être observée sur les différentes représentations cartographiques du territoire : la carte de Cassini (XVIIIe siècle), la carte d'état-major (1820-1866) et les cartes ou photos aériennes de l'IGN pour la période actuelle (1950 à aujourd'hui).

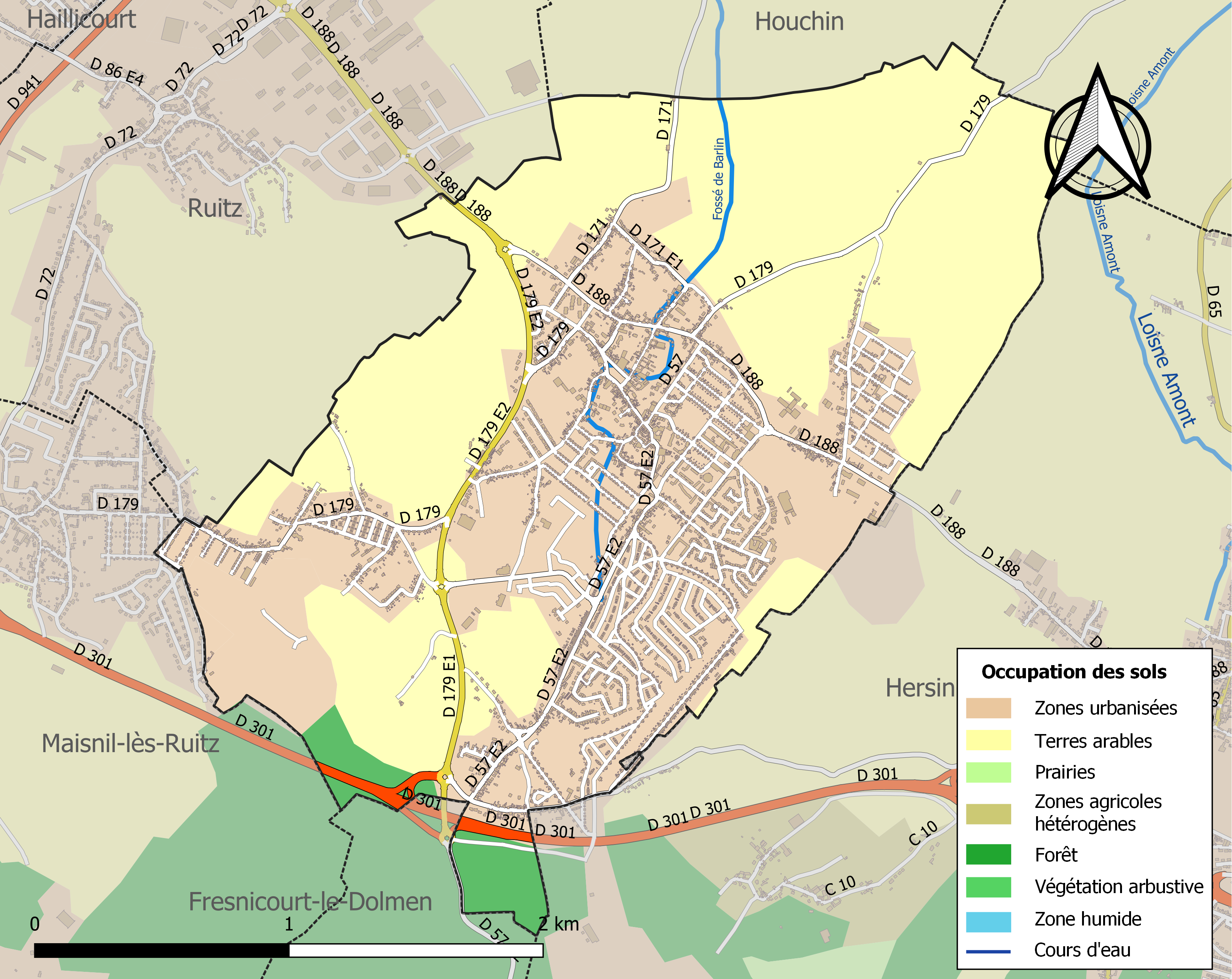
Carte des infrastructures et de l'occupation des sols de la commune en 2018 (CLC).

### Logement
En 2021, le nombre total de logements dans la commune était de 3 555, alors qu'il était de 3 388 en 2015 et de 3 292 en 2010
, soit une progression du nombre total de logements de 8,0 % depuis 2010.
Parmi ces 3 555 logements, 91,3 % étaient des résidences principales, (soit 3 245 logements), 0,8 % des résidences secondaires et 7,9 % des logements vacants. Ces logements étaient pour 88,2 % d'entre eux des maisons individuelles et pour 11,0 % des appartements.
Sur les 3 245 résidences principales, 38,3 % sont occupées par des propriétaires,  60,6 % par des locataires et 1,1 % par des personnes logées gratuitement.
Le tableau ci-dessous présente la typologie des logements à Barlin en 2021 en comparaison avec celle du Pas-de-Calais et de la France entière. Une caractéristique marquante du parc de logements est ainsi la faible proportion des résidences secondaires et logements occasionnels (0,8 %) par rapport au département (6,5 %) et à la France entière (9,7 %) ainsi que d'une proportion de logements vacants (7,9 %) supérieure à celle du département (7,3 %) et de la France entière (8,1 %).
| Typologie                                               | Barlin | Pas-de-Calais | France entière |
| ------------------------------------------------------- | ------ | ------------- | -------------- |
| Résidences principales (en %)                           | 91,3   | 86,1          | 82,2           |
| Résidences secondaires et logements occasionnels (en %) | 0,8    | 6,5           | 9,7            |
| Logements vacants (en %)                                | 7,9    | 7,3           | 8,1            |

### Voies de communication et transports

#### Voies de communication
La commune est traversée par la RD 179 et est tangentée au sud par la RD 301 (Rocade minière).

#### Transports
La commune est desservie par le bus à haut niveau de service (BHNS) du réseau d'autobus de Lens-Béthune appelé Tadao.
La commune était située sur la ligne de Bully - Grenay à Brias, une ancienne ligne de chemin de fer qui reliait, de 1875 à 1990, Bully-les-Mines à Brias.

## Toponymie
Le nom de la localité est attesté sous les formes Ballin en 1141 ; Baslin en 1154 ; Balin au XIIe siècle ; Badlin en 1188 ; Baslinum en 1219 ; Barling en 1253 ; Barllin en 1340 ; Bellin en 1438 ; Barlin en 1793 et depuis 1801.

## Histoire
Au XIIe siècle, le territoire de Barlin se divisait en plusieurs seigneuries qui dépendaient du château de Saint-Pol-sur-Ternoise, d'Arras ou de Béthune.
Le 7 septembre 1579, la ville d'Hénin-Liétard est érigée en comté, avec adjonction de la baillie et fief de Gouy-Servain, au bénéfice d'Oudard de Bournonville, chevalier, baron de Barlin et Houllefort, seigneur de Capres, Divion, Ranchicourt, Tournes, Bandas, du Maisnil, gentilhomme de la bouche du roi (maître d'hôtel du roi), chef d'une bande d'hommes d'armes, gouverneur et capitaine des ville et cité d'Arras, capitaine d'une compagnie de chevau-légers.
Au milieu du XIXe siècle, l'activité charbonnière a commencé à Barlin et la ville a alors connu un essor démographique très important.
La commune est desservie par une gare sur la ligne de Bully - Grenay à Brias, qui est déclarée d'utilité publique en 1876 et classée dans le réseau d'intérêt général par une loi de 1884. La gare n'accueille plus de trafic voyageur depuis 1958 et le trafic fret, qui permettait la desserte de la zone industrielle de Ruitz et des Ciments Français de la Loisne, cesse en 1990. La gare est démolie à la fin des années 1970

Barlin au tout début du XXe siècle
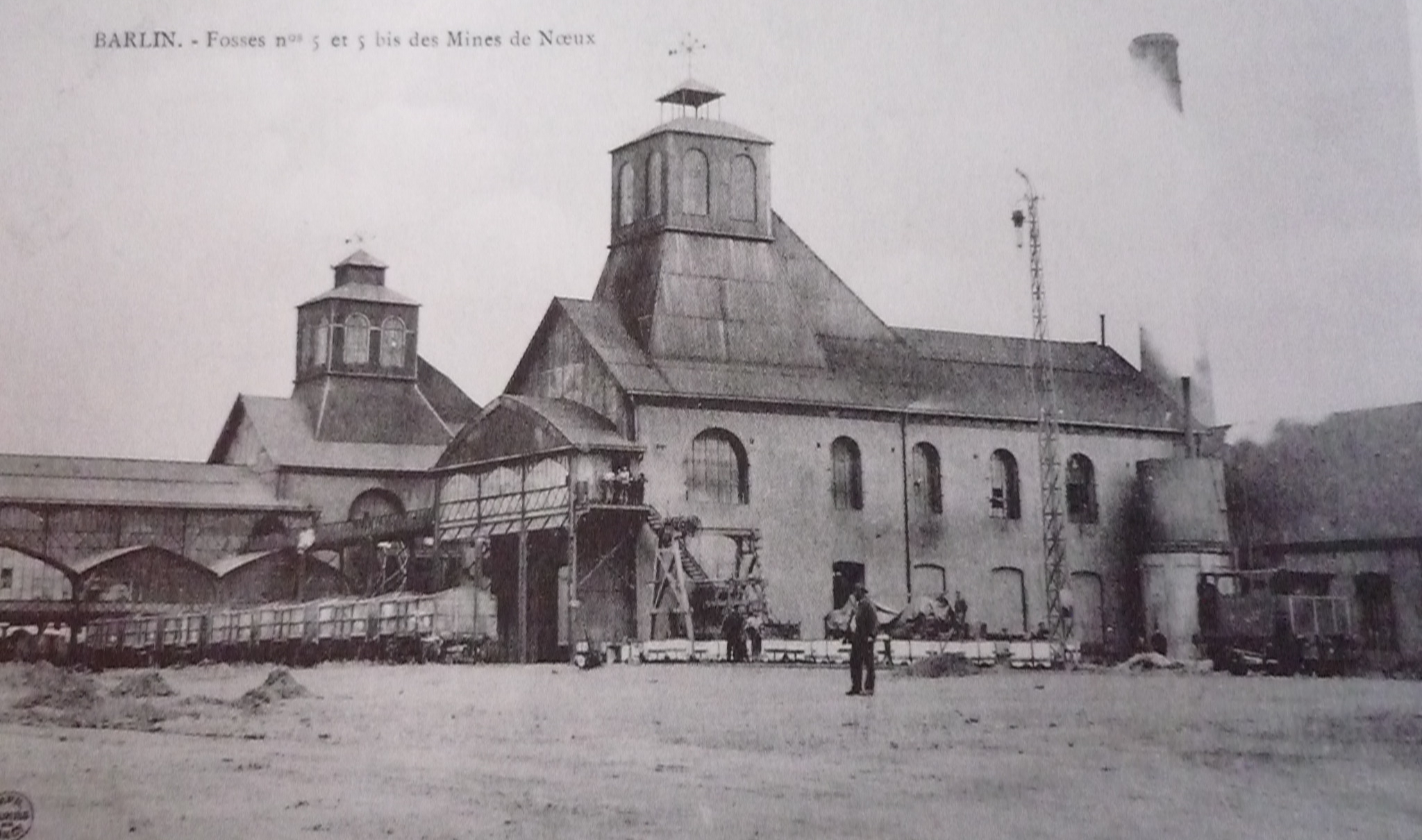
Les Fosses n°5 et 5bis des Mines de Nœux
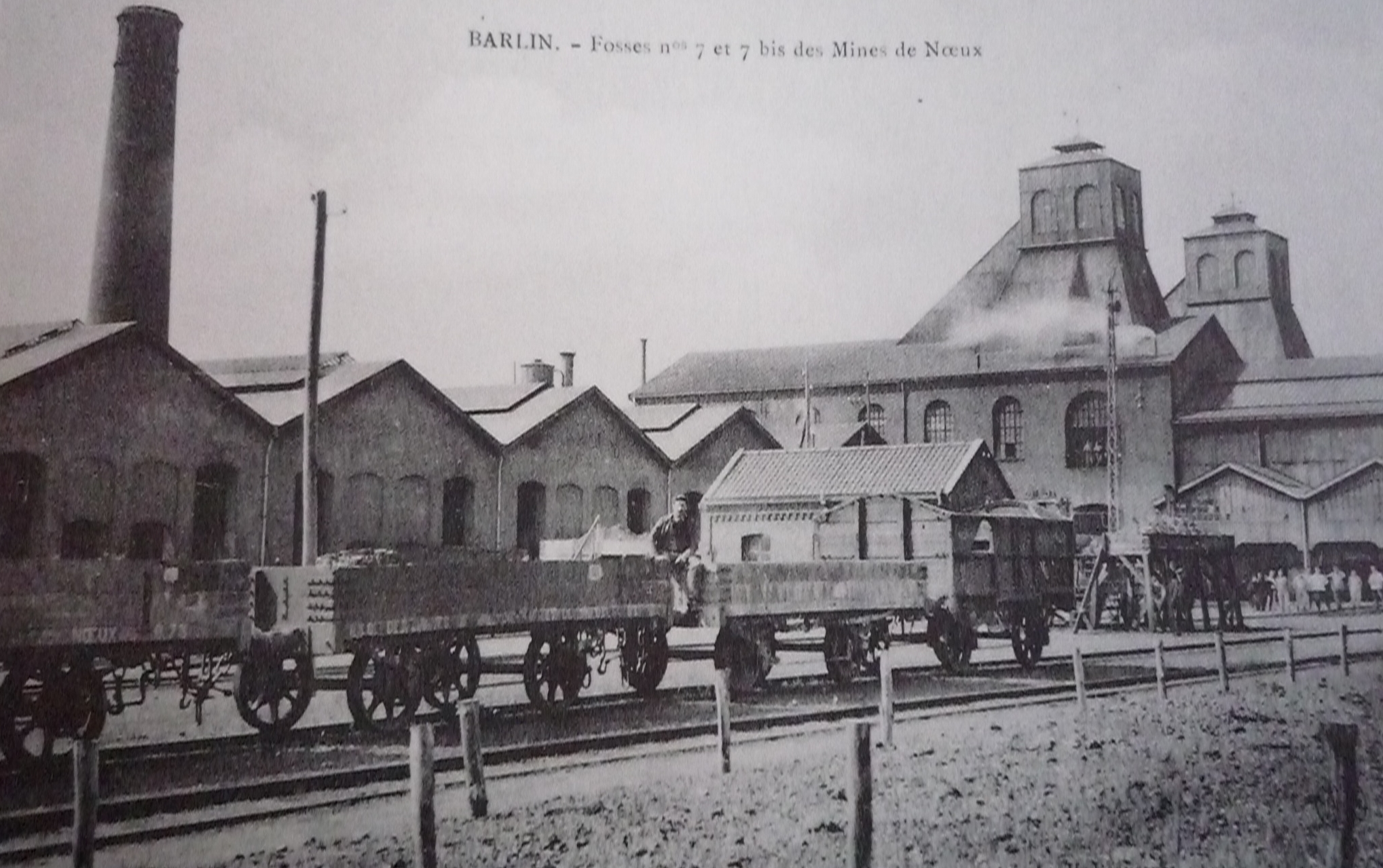
Les Fosses n°7 et 7bis des Mines de Nœux
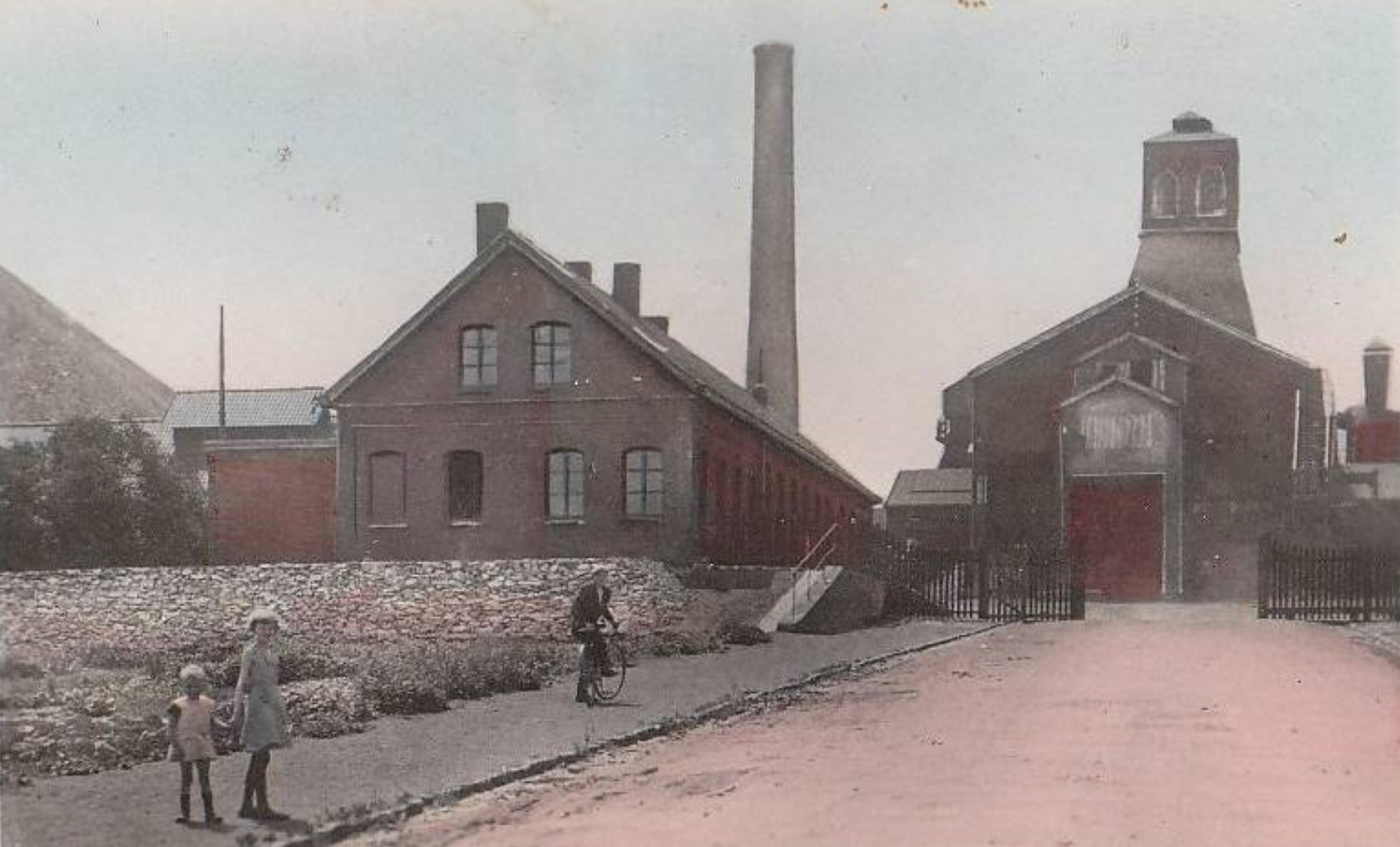
Les Fosses n°7 et 7bis des Mines de Nœux

Le 16 avril 1917, un coup de grisou à la fosse 9 de Barlin fait 42 morts.
Pendant la Première Guerre mondiale, des troupes ont pris leur cantonnement en janvier 1915 sur Barlin, ou encore en avril 1915.
La commune est décorée  de la croix de guerre 1914-1918 le 25 septembre 1920, distinction également attribuée à 276 autres communes du Pas-de-Calais,.
En 1922, Désiré Hermary, ancien maire, critique la décision de son successeur d'ouvrir une maison de tolérance à Barlin.

## Politique et administration

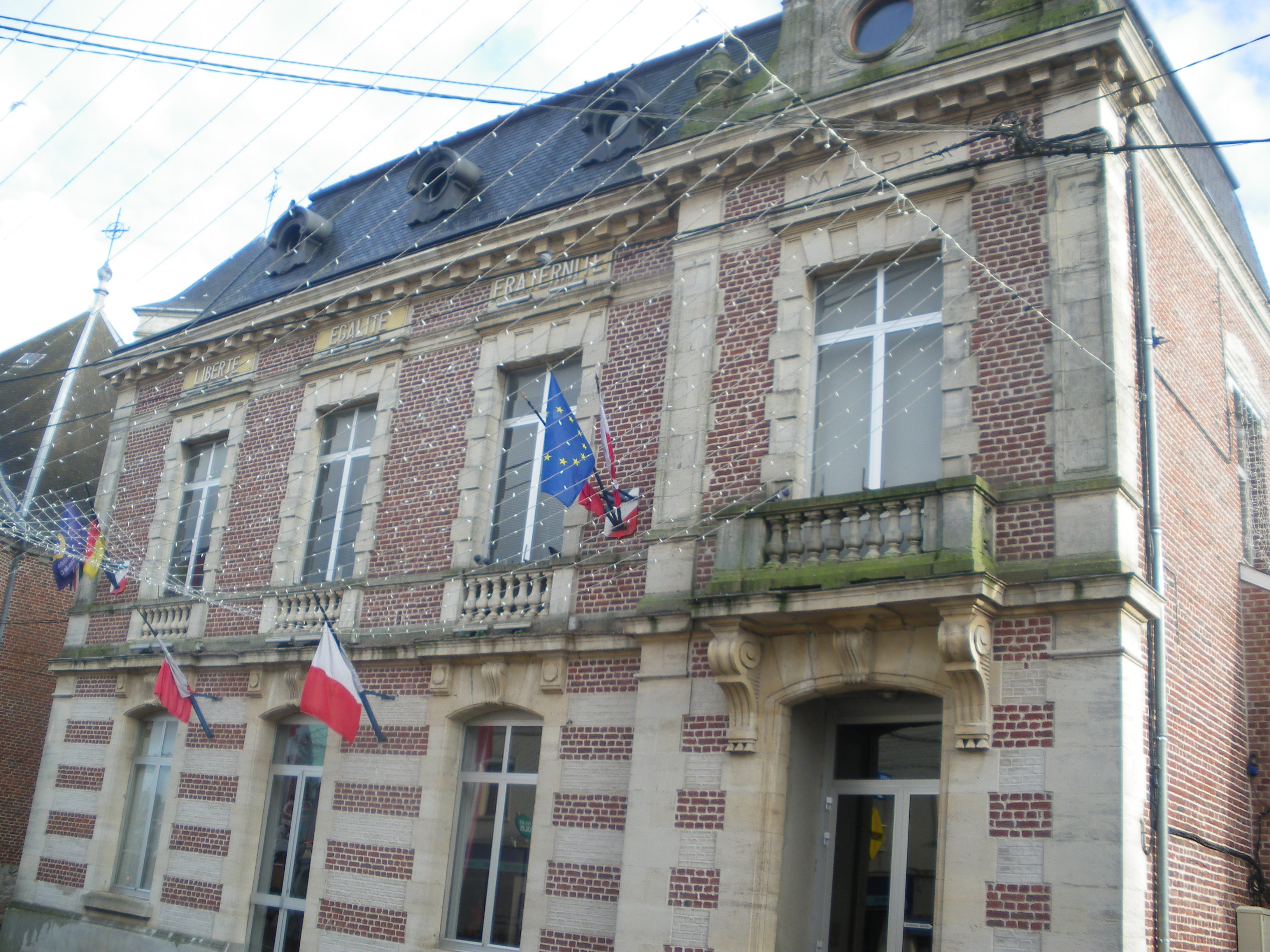
La mairie.

### Découpage territorial
La commune se trouve, depuis 1926, dans l'arrondissement de Béthune du département du Pas-de-Calais.

#### Commune et intercommunalités
Barlin était membre de la communauté d'agglomération de l'Artois, un établissement public de coopération intercommunale (EPCI) à fiscalité propre  et auquel la commune avait transféré un certain nombre de ses compétences, dans les conditions déterminées par le code général des collectivités territoriales.
Dans le cadre des dispositions de la loi portant nouvelle organisation territoriale de la République du 7 août 2015, qui prévoit que les établissements publics de coopération intercommunale (EPCI) à fiscalité propre doivent avoir un minimum de 15 000 habitants, cette intercommunalité a fusionné avec ses voisines  pour former, le 1er janvier 2017, la communauté d'agglomération de Béthune-Bruay, Artois-Lys Romane dont est désormais membre la commune. Cette communauté d'agglomération de Béthune-Bruay, Artois-Lys Romane regroupe 100 communes et totalise 275 327 habitants en 2021.

#### Circonscriptions administratives
La commune faisait partie de 1801 à 1962 du canton de Houdain , année où elle intègre le  du canton de Bruay-en-Artois. Elle devient en 1984 le chef-lieu du canton de Barlin. Dans le cadre du redécoupage cantonal de 2014 en France, cette circonscription administrative territoriale a disparu, et le canton n'est plus qu'une circonscription électorale.
Pour les élections départementales, la commune fait partie depuis 2014 du canton de Nœux-les-Mines.

#### Circonscriptions électorales
Pour l'élection des députés, la commune fait partie de la dixième circonscription du Pas-de-Calais.

### Élections municipales et communautaires
Lors du premier tour des élections municipales de 2014 dans le Pas-de-Calais, la liste PS menée par le maire sortant Michel Dagbert obtient la majorité absolue des suffrages exprimés, avec 1 836 voix (52,56 %, 22 conseillers municipaux élus dont 3 communautaires), devançant très largement les listes menées respectivement par : 

- Jean-Michel Cavigneaux 	(DVG, 964 voix, 27,59 %, 4 conseillers municipaux élus dont 1 communautaire) ;

- Philippe Reszel (DVG, 693 voix, 19,83 %, 3 conseillers municipaux élus).

Lors de ce scrutin, 37,64 % des électeurs se sont abstenus. 	
Lors du premier tour des élections municipales de 2020 dans le Pas-de-Calais, la liste PS menée par le maire sortant Julien Dagbert — qui avait succédé à Gérard Paillard  après sa démission en 2018, et qui lui-même avait succédé au maire réélu de 2014 Michel Dagbert — obtient la majorité absolue des suffrages exprimés, avec 1 732 voix (65,71 %, 24 conseillers municipaux élus dont 3 communautaires), devançant très largement les listes menées respectivement par, :
- Rémy Majorczyk (SE, 700 voix, 26,56 %, 4 conseillers municipaux élus) ;

- Patricia Ricart (SE, 204 voix, 7,74 %, 1 conseiller municipal élu).

Lors de ce scrutin marqué par la pandémie de Covid-19 en France , 53,51 % des électeurs se sont abstenus.

#### Liste des maires

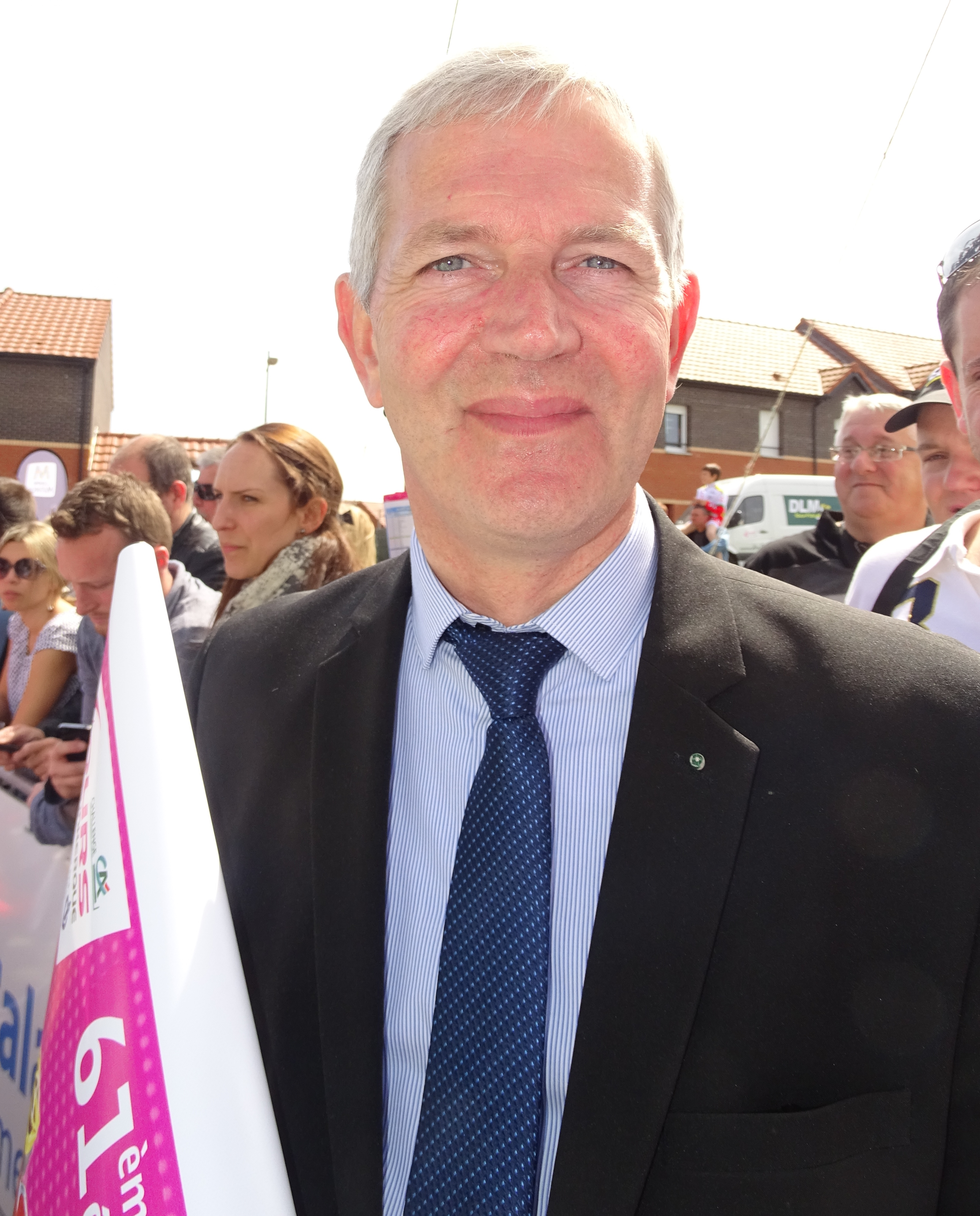
Michel Dagbert lors du départ de la 3e étape des Quatre Jours de Dunkerque 2015 à Barlin.

| Période      | Période                    | Identité          | Étiquette    | Qualité |
| ------------ | -------------------------- | ----------------- | ------------ | --- |
| 1800         | 1814                       | Jean Vigny        | Droite       | |
| 1814         | 1843                       | Hippolyte Parent  | Droite       | Cultivateur |
| 1843         | 1848                       | Hippolyte Hermary | Droite       | Brasseur, ingénieur |
| 1848         | 1852                       | Louis Parent      | Droite       | |
| 1852         | 1855                       | Victor Brige      | Droite       | |
| 1855         | 1865                       | Hippolyte Hermary | Droite       | |
| 1865         | 1904                       | Jules Hermary     | Droite       | Brasseur |
| 1904         | 1920                       | Désiré Hermary    | Droite       | |
| 1920         | 1934                       | Alfred Monsauret  | PC-SFIC      | Représentant de commerce, cafetier, marchand de meubles |
| 1934         | 1945                       | Auguste Capiaux   | SFIO         | Docteur en médecine |
| 1945         | 1947                       | Alfred Monsauret  | PCF          | Marchand de meubles |
| 1947         | 1976                       | Raymond Derancy,  | SFIO puis PS | Ouvrier, puis contrôleur des Houillères nationales Député du Pas-de-Calais (10e circ) (1959 → 1967) Conseiller général de Bruay-en-Artois (1964 → 1970) Démissionnaire          |
| 1976         | 2002                       | Joseph Brabant    | PS           | Proviseur de lycée d'enseignement professionnel Conseiller général de Barlin (1985 → 2002) Président du district de l'Artois (1981 → 2002) Décédé en fonction                   |
| 2002         | juillet 2014               | Michel Dagbert    | PS           | Conseiller général de Barlin (2002 → 2015) Président du conseil; général puis départemental (2014 → 2017) Démissionnaire après son élection comme président du conseil général. |
| juillet 2014 | janvier 2018               | Gérard Paillard   | PS           | Agent de maîtrise retraité, beau-frère de Joseph Brabant Démissionnaire |
| janvier 2018 | En cours (au 12 juin 2021) | Julien Dagbert    | PS           | Ancien secrétaire de la mairie d'Haillicourt Fils de Michel Dagbert Vice-président de la CA de Béthune-Bruay, Artois-Lys Romane (2020 → ) Réélu pour le mandat 2020-2026        |

### Jumelages
| Ville | Ville      | Pays | Pays    | Période     |
| ----- | ---------- | ---- | ------- | ----------- |
|       | Marklowice |      | Pologne | depuis 2006 |

## Équipements et services publics

### Enseignement
La commune est située dans l'académie de Lille et dépend, pour les vacances scolaires, de la zone B.
Elle dispose de huit établissements scolaires : deux écoles maternelles, trois écoles élémentaires, deux écoles primaires et un collège.

### Justice, sécurité, secours et défense
La commune dépend du tribunal judiciaire de Béthune, du conseil de prud'hommes de Béthune, de la cour d'appel de Douai, du tribunal de commerce d'Arras, du tribunal administratif de Lille, de la cour administrative d'appel de Douai et du tribunal pour enfants de Béthune.

## Population et société

### Démographie
Les habitants sont appelés les Barlinois.

#### Évolution démographique
L'évolution du nombre d'habitants est connue à travers les recensements de la population effectués dans la commune depuis 1793. Pour les communes de moins de 10 000 habitants, une enquête de recensement portant sur toute la population est réalisée tous les cinq ans, les populations de référence des années intermédiaires étant quant à elles estimées par interpolation ou extrapolation. Pour la commune, le premier recensement exhaustif entrant dans le cadre du nouveau dispositif a été réalisé en 2004.

En 2022, la commune comptait 7 330 habitants, en évolution de −5,05 % par rapport à 2016 (Pas-de-Calais : −0,72 %, France hors Mayotte : +2,11 %).
| 1793 | 1800 | 1806 | 1821 | 1831 | 1836 | 1841 | 1846 | 1851 |
| ---- | ---- | ---- | ---- | ---- | ---- | ---- | ---- | ---- |
| 459  | 440  | 435  | 513  | 516  | 506  | 513  | 493  | 474  |

| 1856 | 1861 | 1866 | 1872 | 1876 | 1881 | 1886 | 1891  | 1896  |
| ---- | ---- | ---- | ---- | ---- | ---- | ---- | ----- | ----- |
| 468  | 506  | 512  | 524  | 631  | 672  | 970  | 1 200 | 2 536 |

| 1901  | 1906  | 1911  | 1921  | 1926   | 1931   | 1936   | 1946  | 1954  |
| ----- | ----- | ----- | ----- | ------ | ------ | ------ | ----- | ----- |
| 3 037 | 4 215 | 5 616 | 8 656 | 10 019 | 10 410 | 10 064 | 9 778 | 9 186 |

| 1962  | 1968  | 1975  | 1982  | 1990  | 1999  | 2004  | 2006  | 2009  |
| ----- | ----- | ----- | ----- | ----- | ----- | ----- | ----- | ----- |
| 9 501 | 8 907 | 8 007 | 7 831 | 7 948 | 7 925 | 7 754 | 7 654 | 7 549 |

| 2014  | 2019  | 2022  | - | - | - | - | - | - |
| ----- | ----- | ----- | - | - | - | - | - | - |
| 7 672 | 7 544 | 7 330 | - | - | - | - | - | - |

#### Pyramide des âges
La population de la commune est relativement jeune.
En 2018, le taux de personnes d'un âge inférieur à 30 ans s'élève à 37,9 %, soit au-dessus de la moyenne départementale (36,7 %). À l'inverse, le taux de personnes d'âge supérieur à 60 ans est de 24,8 % la même année, alors qu'il est de 24,9 % au niveau départemental.
En 2018, la commune comptait 3 612 hommes pour 3 991 femmes, soit un taux de 52,49 % de femmes, légèrement supérieur au taux départemental (51,5 %).
Les pyramides des âges de la commune et du département s'établissent comme suit.
| Hommes | Classe d’âge | Femmes |
| ------ | ------------ | ------ |
| 0,2    | 90 ou +      | 1,3    |
| 4,7    | 75-89 ans    | 9,4    |
| 16,1   | 60-74 ans    | 17,7   |
| 19,5   | 45-59 ans    | 18,7   |
| 19,2   | 30-44 ans    | 17,1   |
| 19,6   | 15-29 ans    | 17,2   |
| 20,7   | 0-14 ans     | 18,6   |

| Hommes | Classe d’âge | Femmes |
| ------ | ------------ | ------ |
| 0,5    | 90 ou +      | 1,6    |
| 5,6    | 75-89 ans    | 8,9    |
| 16,7   | 60-74 ans    | 18,1   |
| 20,2   | 45-59 ans    | 19,2   |
| 18,9   | 30-44 ans    | 18,1   |
| 18,2   | 15-29 ans    | 16,2   |
| 19,9   | 0-14 ans     | 17,9   |

### Sports et loisirs
Le cercle laïque de Barlin regroupe diverses activités sportives : le basketball, le tennis, le volley-ball, le cyclisme, le javelot tir sur cible, le football, le futsal, le handball. La commune possède une piscine municipale, Le Nautilud, dans laquelle il existe une école de natation.

#### Basketball
Le club de basket-ball nommé Basket Club Barlin (BCB) est fondé en 1948. Les entraînements se déroulent au COSEC Joseph Brahant et à la Salle Jules Mercier.
Durant l'année 2016-2017, le club a une équipe de baby U7 (5/6ans), U9 (7/8ans), U11 (9/10ans), U13 garçons (11/12ans), U13 filles (11/12ans), U15 mixte ufolep (13/14/15ans), senior A (20ans et plus) et senior B (20ans et plus, -20ans possible avec surclassement). Au début des années 1970, sous l'impulsion de F. Wojtaszak, le club de basket du Cercle Laïque connut un nouvel essor grâce à l'arrivée de nombreux licenciés. La construction de la salle des sports Jules Mercier permit aux jeunes de pratiquer une activité sportive dans de meilleures conditions. Quelques années auparavant, les basketteurs jouaient dans la cour de l'école Pasteur. La basketteuse Claire Stievenard, licenciée au club de 2000 à 2004, connait plusieurs sélections nationales.

#### Autres sports et loisirs
La commune est traversée par un chemin de randonnée PR qui la relie au GR de Pays du bassin minier du Nord-Pas-de-Calais.

## Économie

### Revenus de la population et fiscalité
En 2021, la commune compte 3 151 ménages fiscaux, regroupant 7 026 personnes.
Le revenu fiscal médian par ménage, le taux de pauvreté des ménages et la part des ménages fiscaux imposés de la commune, du département du Pas-de-Calais et de la métropole sont les suivants :
- le revenu fiscal médian par ménage de la commune est de 18 230 €, inférieur à celui du département du Pas-de-Calais (20 720 €) et inférieur à celui de la France métropolitaine (23 080 €)[Insee 6],[Insee 7],[Insee 8] ;
- le taux de pauvreté des ménages de la commune est de 25 %, de 18,4 % au niveau du département et de 14,9 % au niveau de la métropole[Insee 9],[Insee 10],[Insee 11] ;
- la part des ménages fiscaux imposés dans la commune est de 33 %, de 44,1 % au niveau du département et de 53,4 % au niveau de la métropole[Insee 6],[Insee 7],[Insee 8].

### Emploi
|                       | 2010   | 2015   | 2021   |
| --------------------- | ------ | ------ | ------ |
| Commune               | 16,8 % | 21,4 % | 20,5 % |
| Département           | 11,3 % | 13,7 % | 11,2 % |
| France métropolitaine | 11,6 % | 13,7 % | 11,7 % |

En 2021, la population âgée de 15 à 64 ans s'élève à 4 601 personnes, parmi lesquelles on compte 67,5 % d'actifs (53,7 % ayant un emploi et 13,8 % de chômeurs) et 32,5 % d'inactifs,. En 2021, le taux de chômage communal (au sens du recensement) des 15-64 ans est supérieur à celui du département et supérieur à celui de la France métropolitaine.
La commune fait partie du pôle principal de l'aire d'attraction de Nœux-les-Mines,. Elle compte 1 044 emplois en 2021, contre 1 182 en 2015 et 1 239 en 2010. Le nombre d'actifs ayant un emploi résidant dans la commune est de 2 488, soit un indicateur de concentration d'emploi de 42,0 et un taux d'activité parmi les 15 ans ou plus de 52,2 %.
Sur ces 2 488 actifs de 15 ans ou plus ayant un emploi, 377 travaillent dans la commune, soit 15 % des habitants. Pour se rendre au travail, 87,4 % des habitants utilisent une voiture, un camion ou une fourgonnette, 4,2 % les transports en commun, 5,5 % s'y rendent en deux-roues motorisé, à vélo ou à pied et 2,8 % n'ont pas besoin de transport (travail au domicile).

## Culture locale et patrimoine

### Lieux et monuments

#### Patrimoine mondial
Depuis le 30 juin 2012, la valeur universelle et historique du bassin minier du Nord-Pas-de-Calais est reconnue et inscrite sur la liste du patrimoine mondial de l'UNESCO. Parmi les 353 sites, répartis sur 109 lieux inclus dans le périmètre du bassin minier, le site no 89 est constitué de la cité-jardin Jeanne d'Arc et de son école, d'un cavalier minier, à Barlin, et de la cité pavillonnaire de la Loisne et de la cité-jardin no 9 à Barlin et Hersin-Coupigny, ces éléments ont été bâtis pour la fosse no 9 - 9 bis des mines de Nœux ; le site no 91 est constitué de la fosse no 7 - 7 bis des mines de Nœux à Barlin et de sa cité pavillonnaire no 7, à Barlin et Maisnil-lès-Ruitz,.

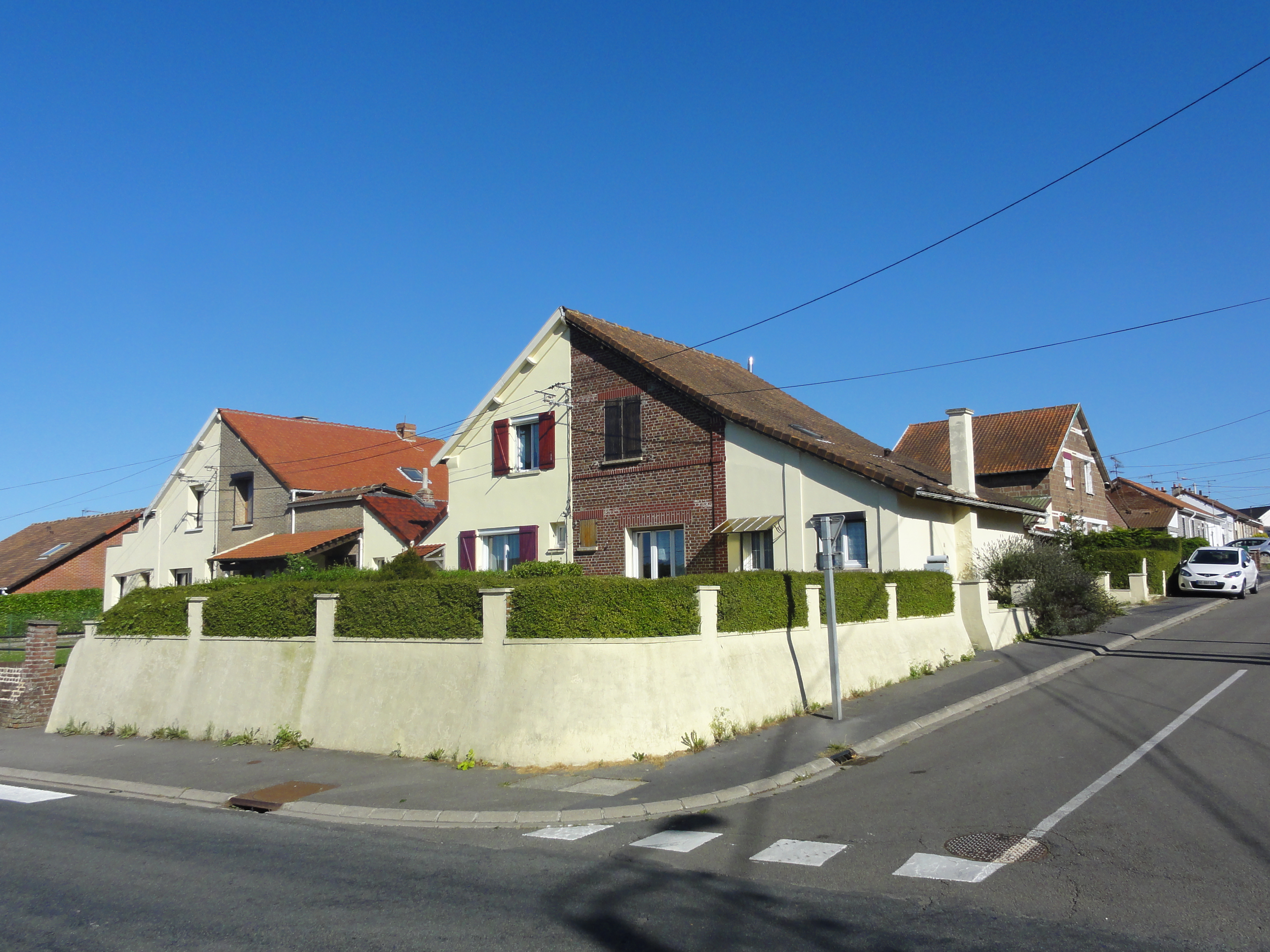
La cité Jeanne d'Arc.
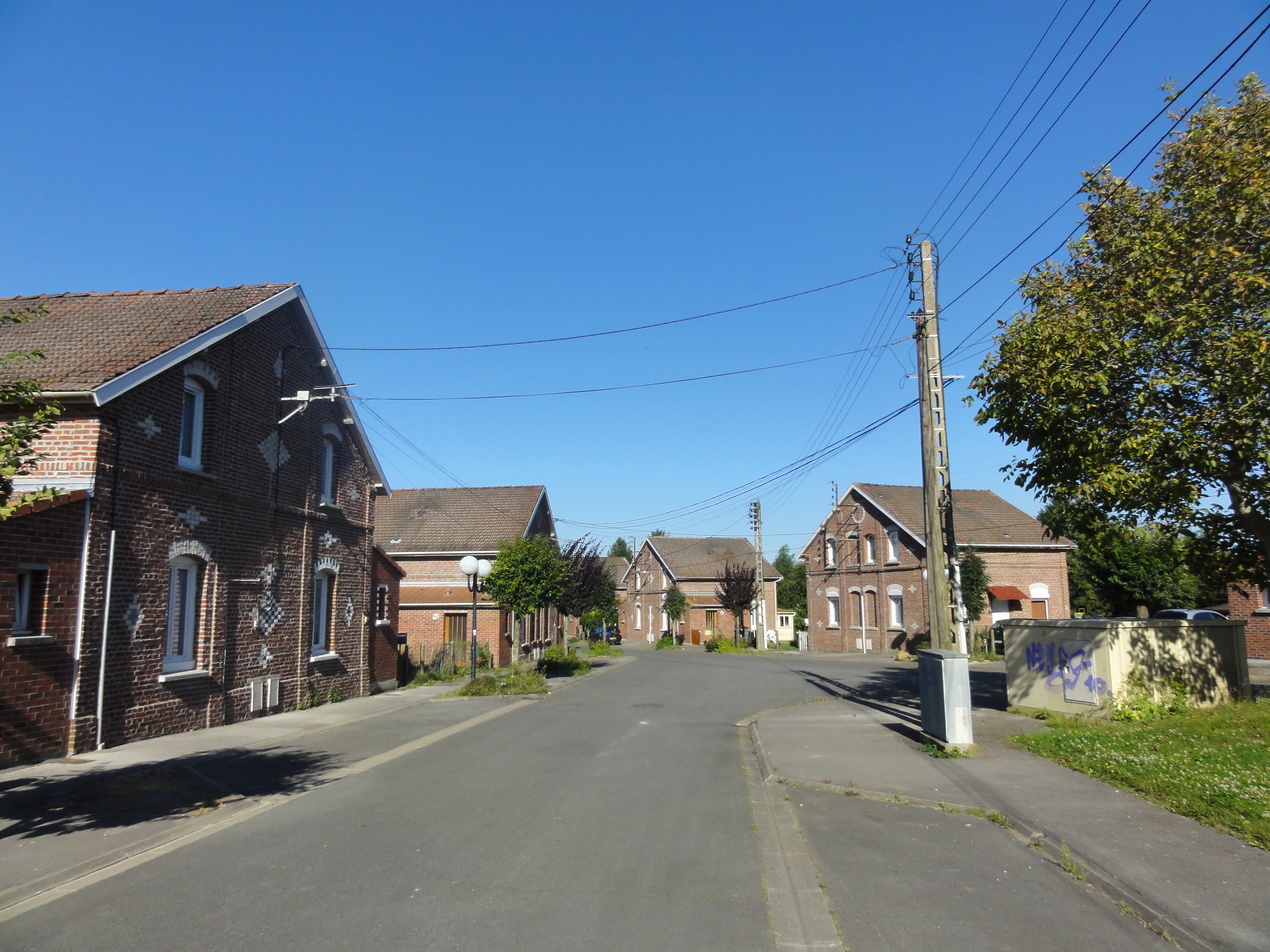
La cité no 9.
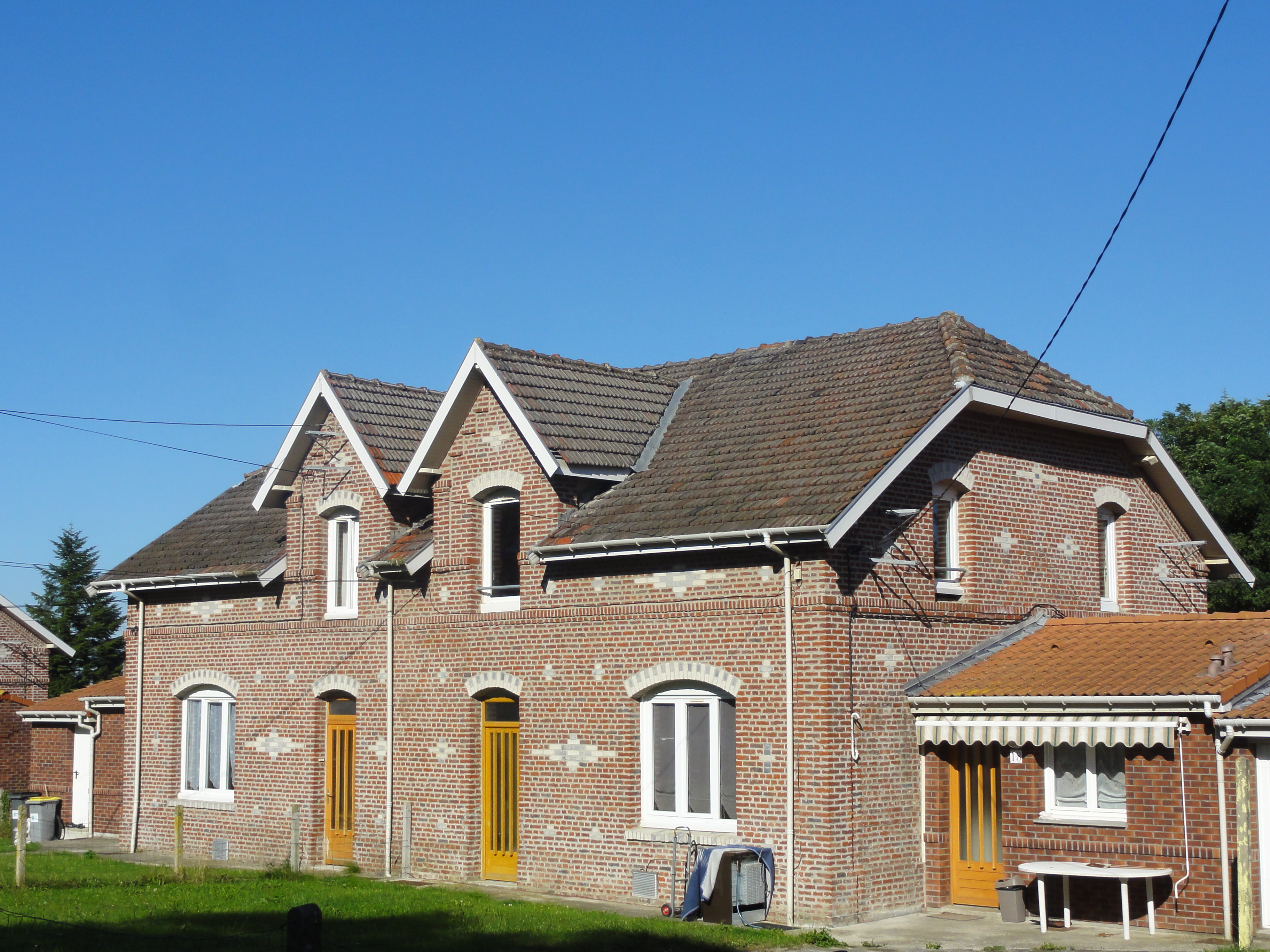
La cité no 9.
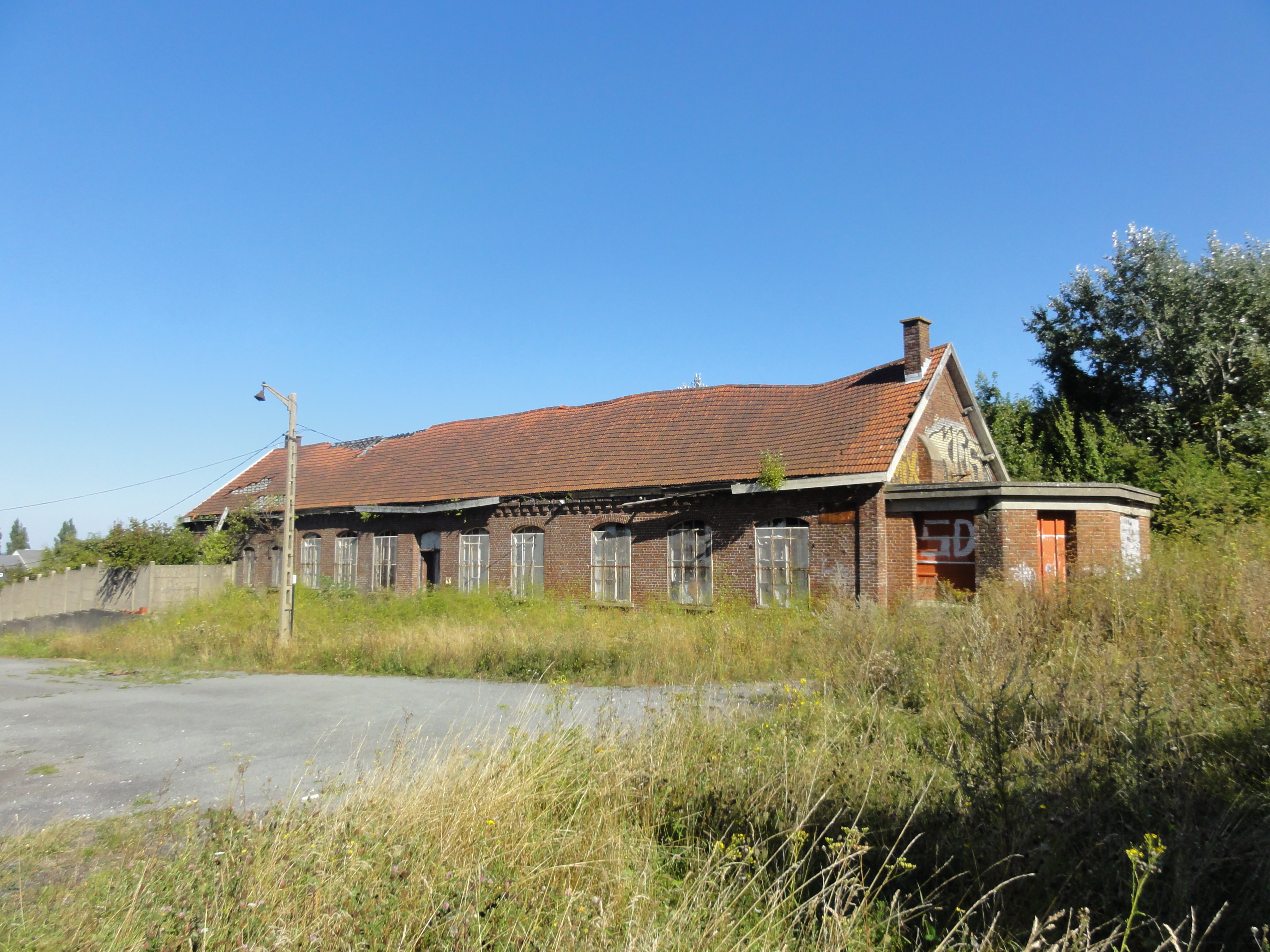
La fosse no 7 - 7 bis.
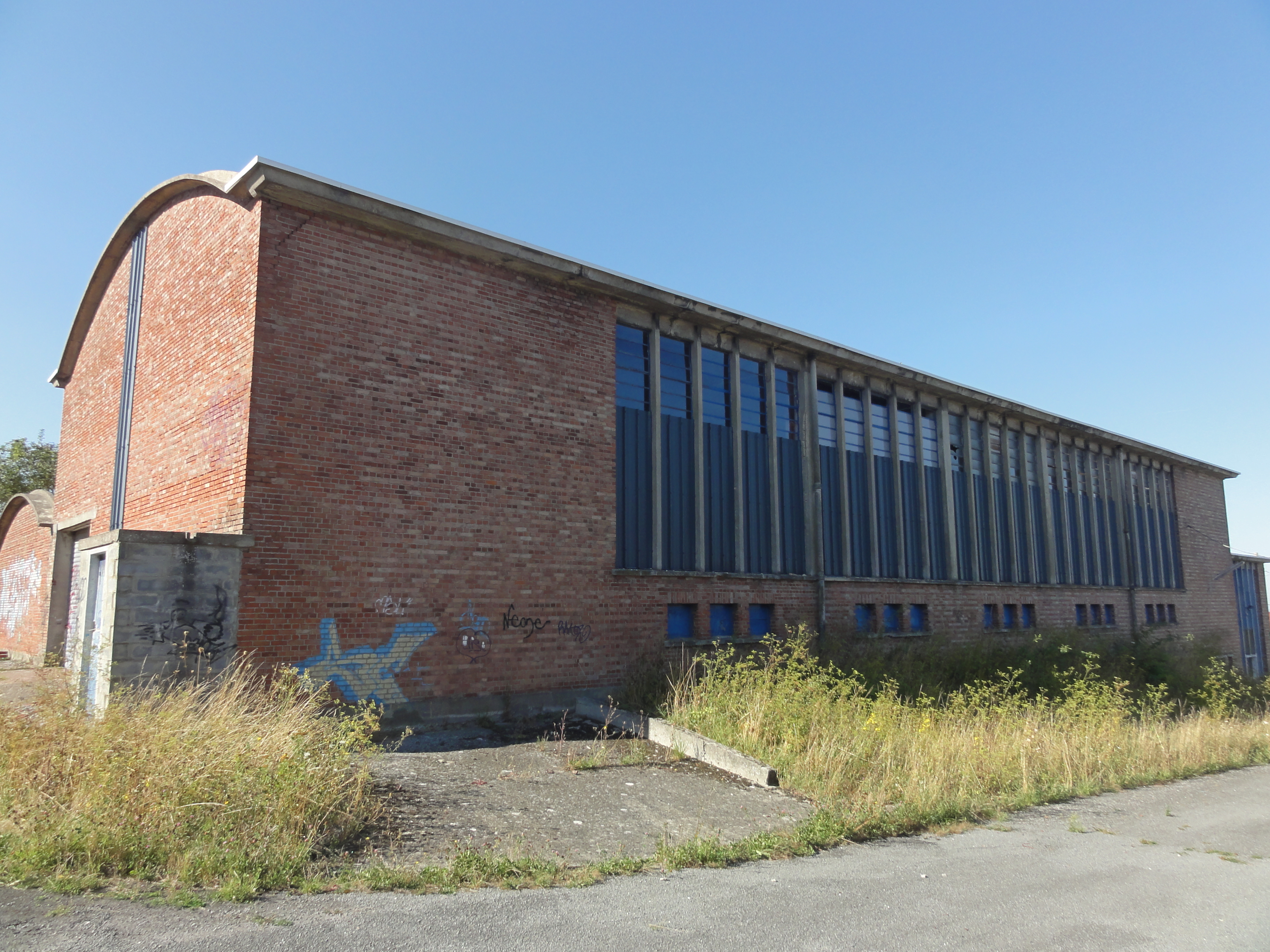
La fosse no 7 - 7 bis.
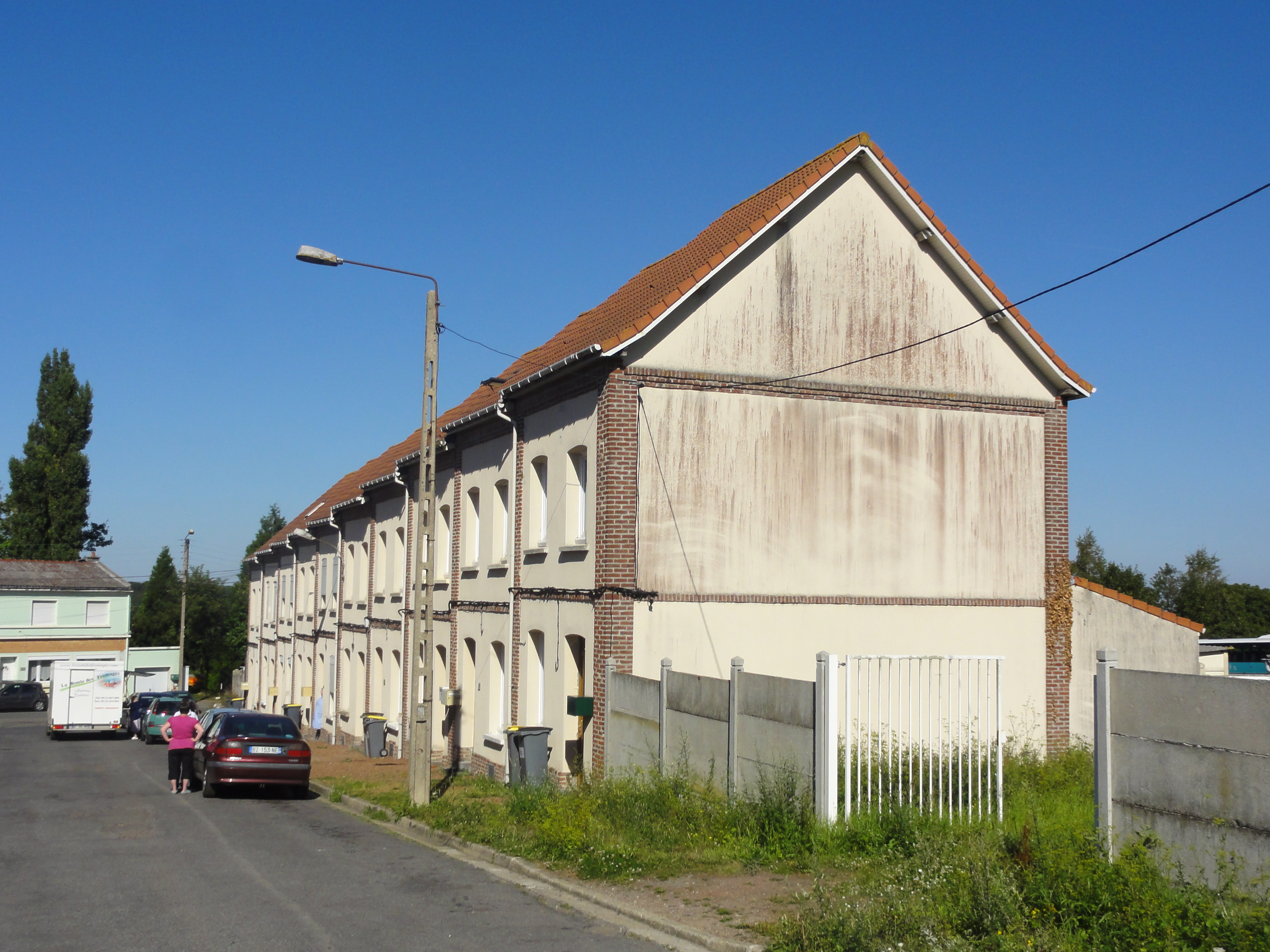
La cité pavillonnaire no 7.
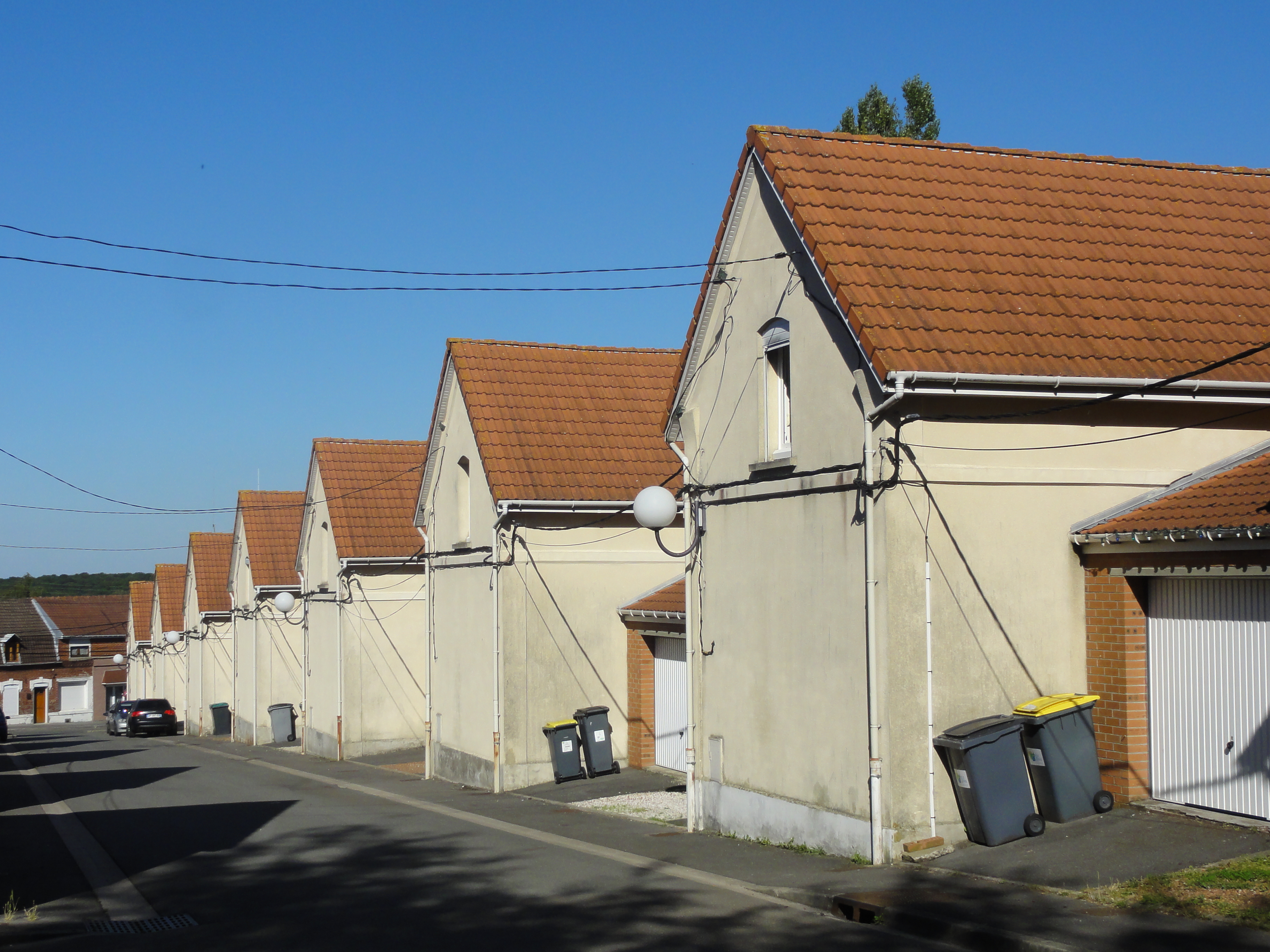
La cité pavillonnaire no 7.

#### Autres lieux et monuments

##### Monument historique
La fosse no 7 - 7 bis des mines de Nœux, en partie, soit l'ancien bâtiment des pendus-bains-douches, en totalité et les façades et toitures des anciens ateliers font l'objet d'une inscription au titre des monuments historiques depuis le 24 mars 2010.

##### Autres lieux et monuments
- L'église Saint-Pierre.
- Le monument aux morts, rue Ferrer[62].
- Le monument aux morts, au cimetière.
- Barlin Communal Cemetery Extension, cimetière de la Commonwealth War Graves Commission, au hameau de Saint-Bertin.
- La stèle à Léopold Gourdin (1923-1945), mort au camp de Kochendorf le 2 mars 1945 (localisation : cité no 5).

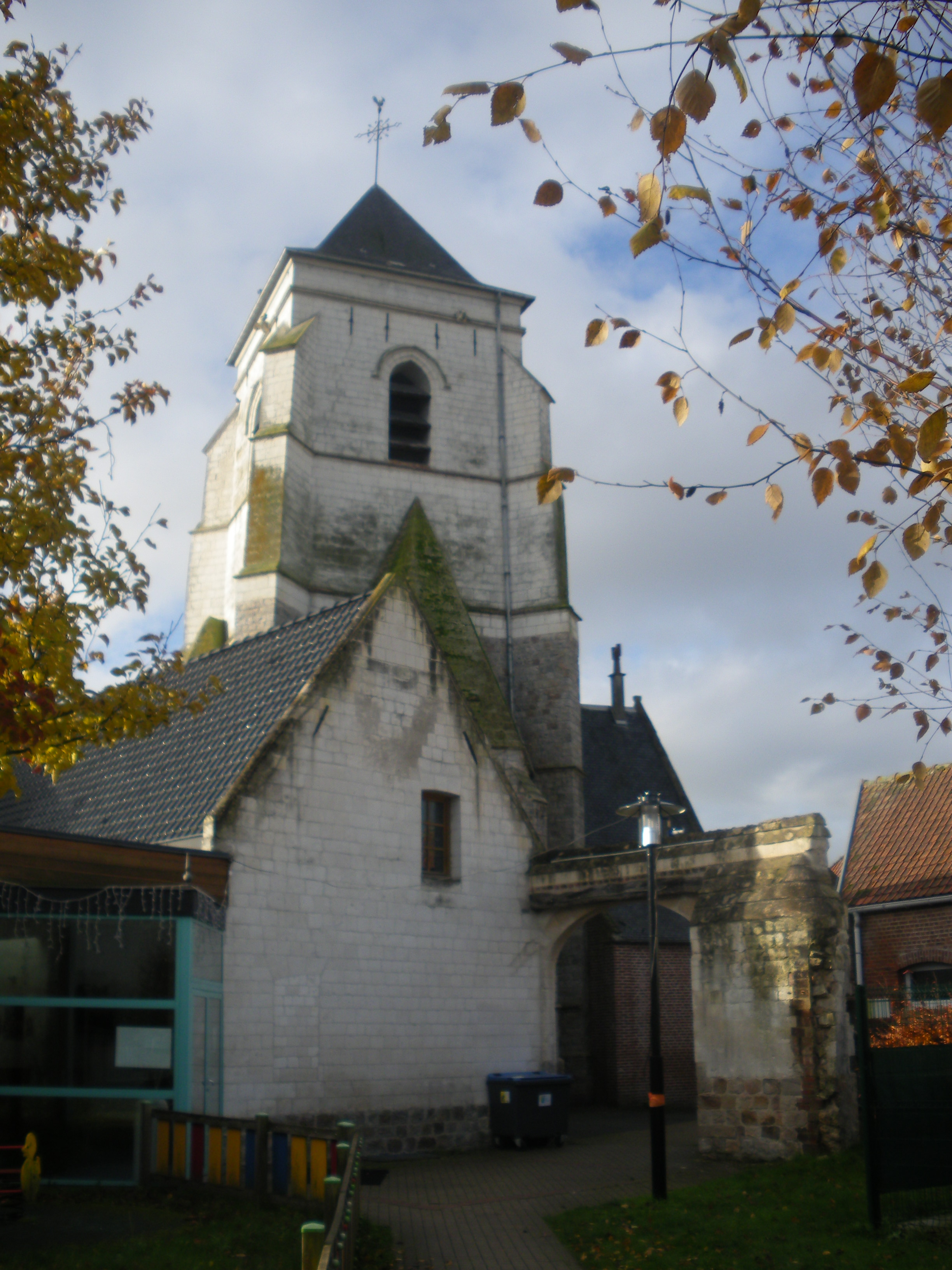
Tour de l'église Saint-Pierre.
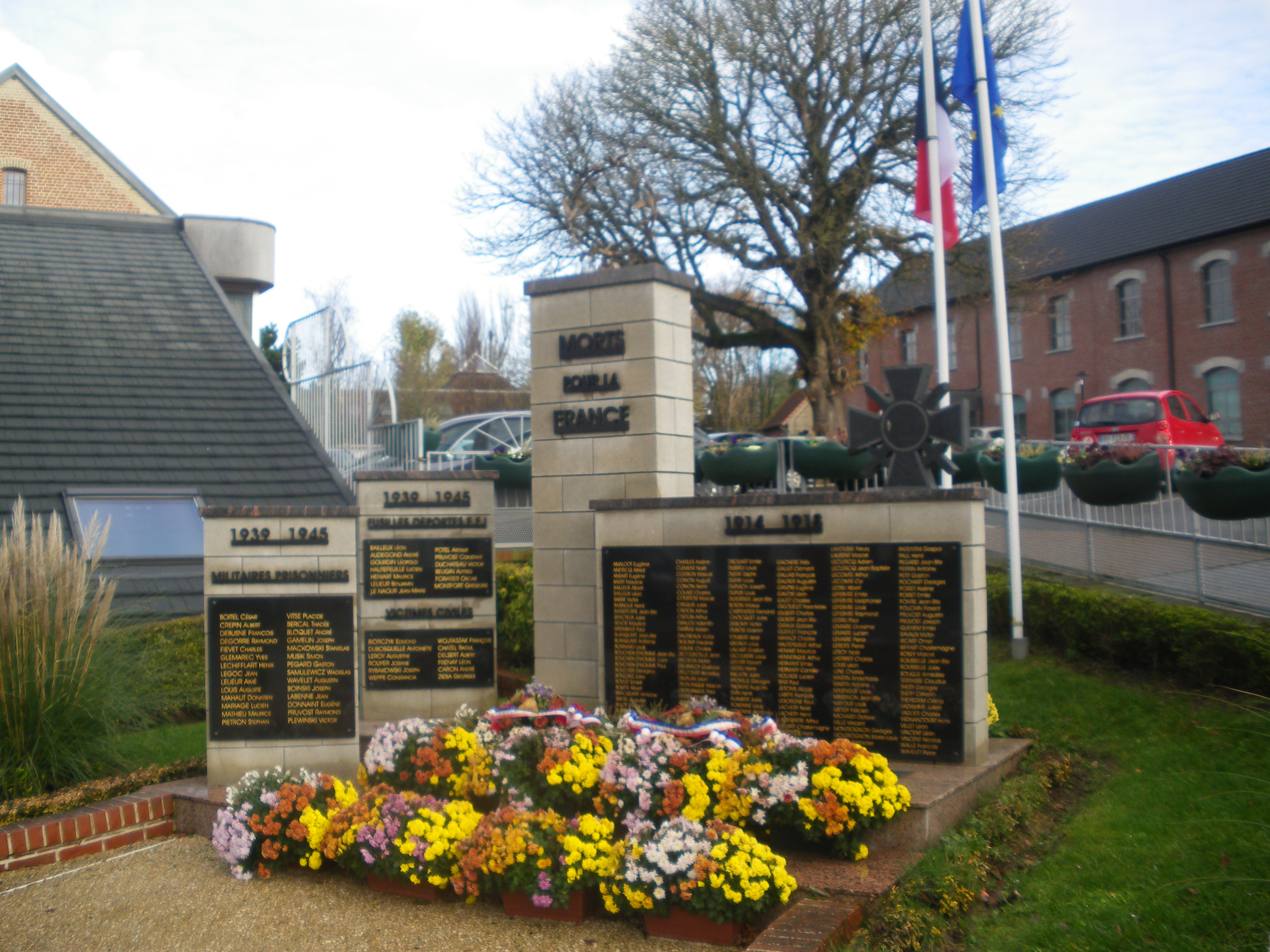
Le monument aux morts.
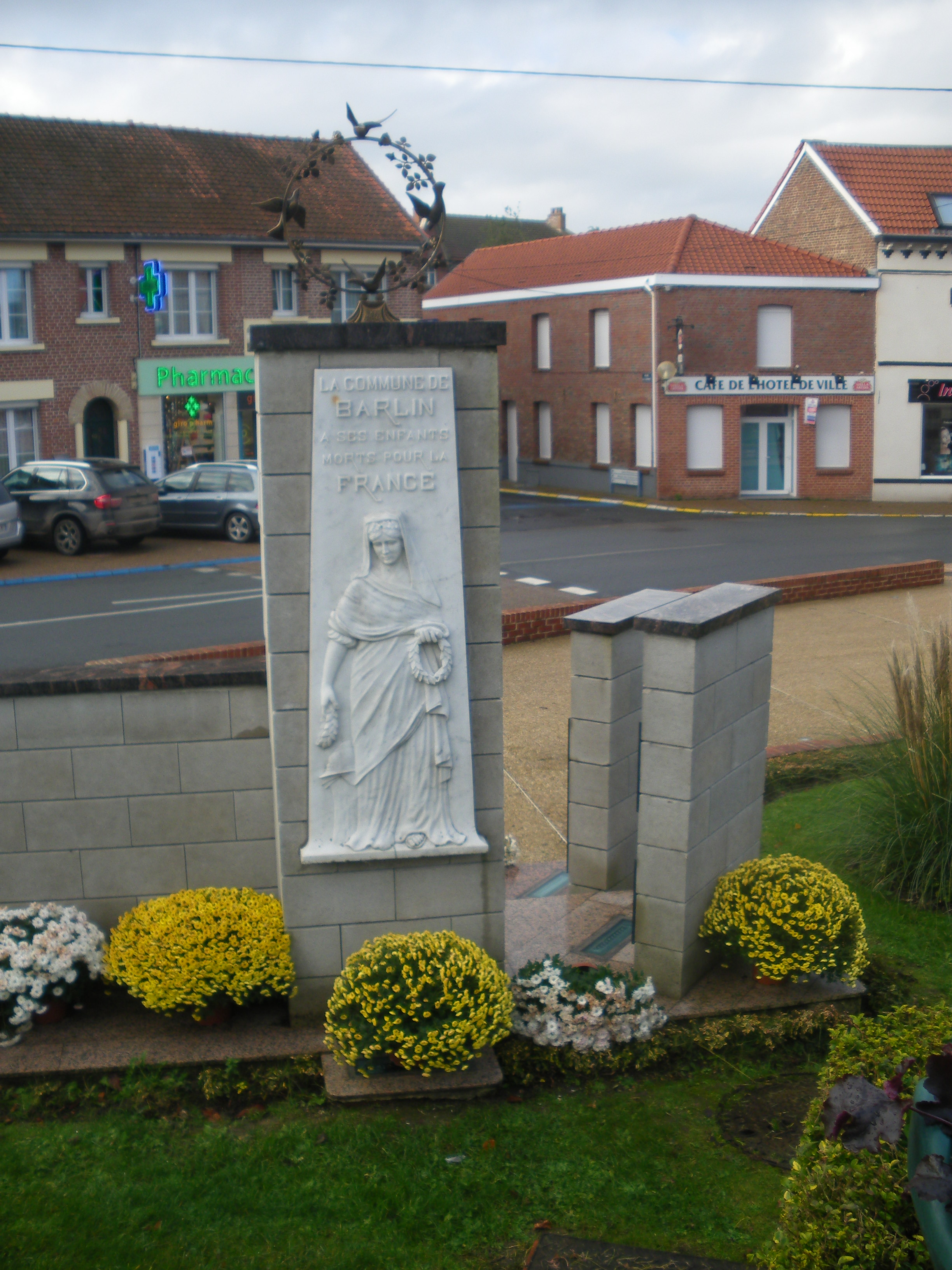
Le dos du monument aux morts.
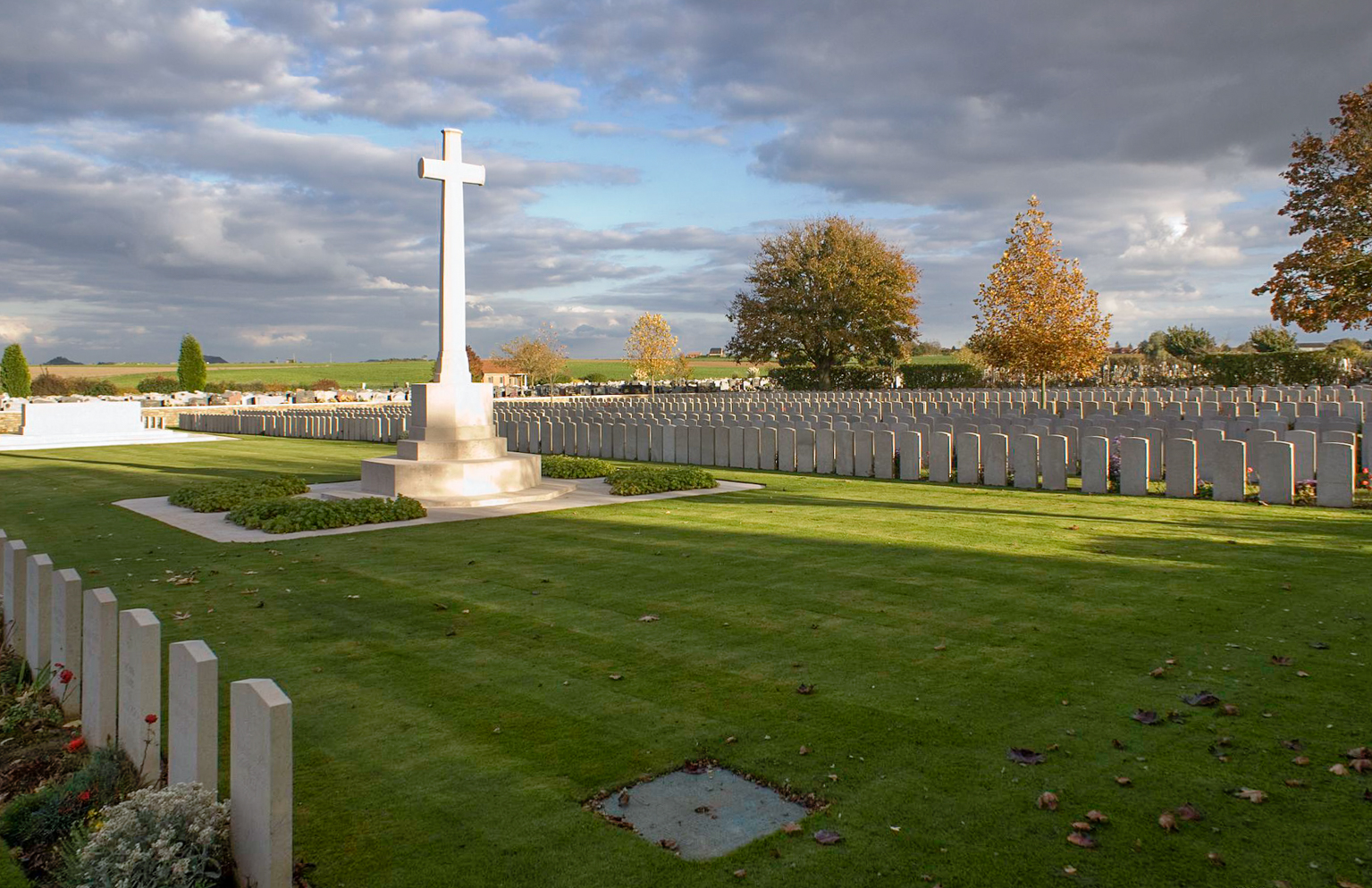
Le cimetière militaire britannique.
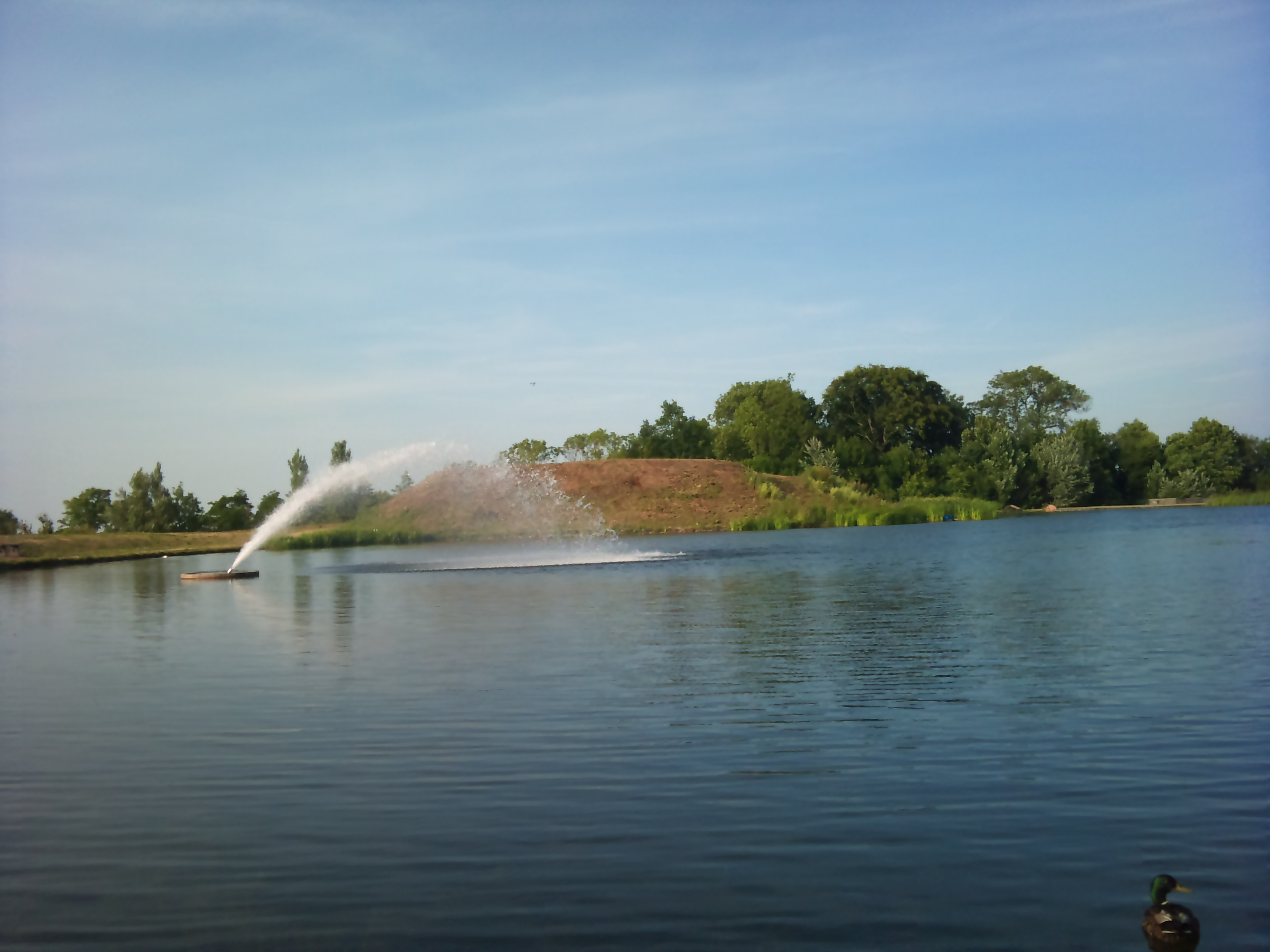
Le lac de la Fossette.
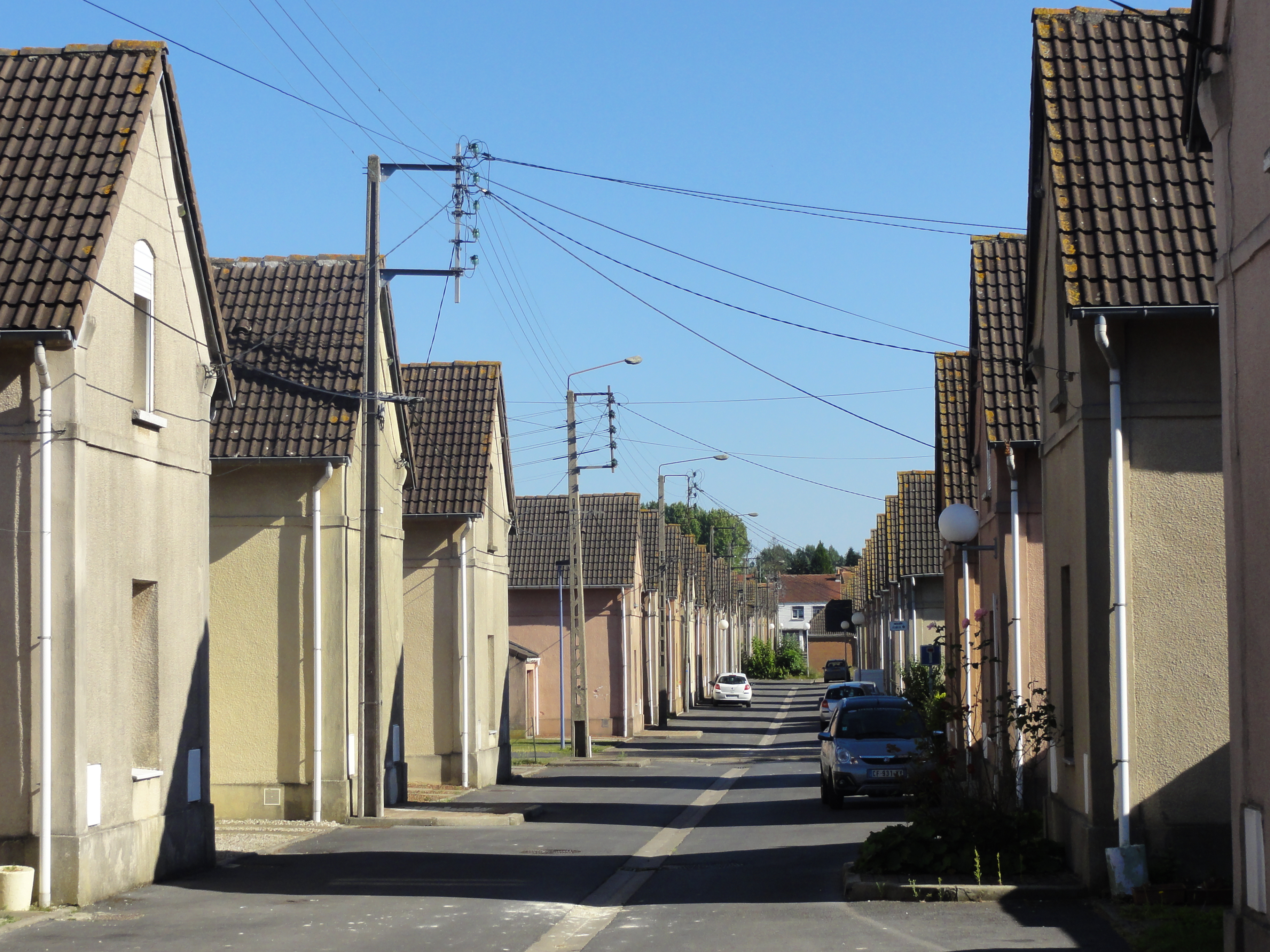
Corons de la cité des Roulettes.

### La commune dans les arts
- 2004 : Joyeux Noël, film réalisé par Christian Carion avec Diane Kruger, Guillaume Canet, Daniel Brühl et Dany Boon. Scènes tournées dans le centre Dumas, l'ancienne école de musique[63].

### Personnalités liées à la commune
- Jules Hermary (1834-1914), homme politique, né et mort à Barlin.
- Raymond Derancy (1906-1983), homme politique, maire de Barlin, mort à Barlin.
- Émile Genevois (1918-1962), acteur, né à Barlin
- Marcel Barrois (1926-2012), syndicaliste et mineur, a vécu son enfance à Barlin. Une rue de la ville porte son nom.
- Jean Mankowski (1927-1966), footballeur, né à Barlin.
- Henri Lewandowicz (1936-), footballeur, né à Barlin.
- Jean Boin (1949-2020), footballeur, né à Barlin.
- Didier Dufour (1952-), footballeur français, né à Barlin.
- Michel Dagbert (1962-), homme politique, maire de Barlin, né à Barlin.

### Héraldique
| Blason de Barlin | Blason  | Écartelé: aux 1er et 4e de gueules à la frette d'or, aux 2e et 3e fascé d'argent et de gueules de huit pièces au sautoir de sable brochant sur le tout. Ornements extérieursCroix de guerre 1914-1918 |
| Blason de Barlin | Détails | Ce sont celles de la famille de Gosson. Le statut officiel du blason reste à déterminer. |

## Pour approfondir

#### Bases de données, dictionnaires et encyclopédies
- Ressources relatives à la géographie :   - Insee (communes)
  - Ldh/EHESS/Cassini
- Ressource relative à plusieurs domaines :   - Annuaire du service public français
- Notices d'autorité :   - BnF (données)